# D'Estienne d'Orves-klassen
D'Estienne d'Orves-klassen er en klasse af korvetter (på fransk omtalt som Aviso) i brug i den franske marine efter lanceringen af Plan bleu, en plan som skulle forbedre den franske antiubådskrigsførelseskapacitet (ASW) og erstatte hen imod 32 aldrende skibe. Korvetternes opgaver i krigstid er antiubådskrigsførelse, hvor de under den kolde krig skulle bekæmpe sovjetisk ubådsaktivitet i Atlanterhavet, dog foretrak man at benytte de større skibe af Georges Leygues- eller Tourville-klassen på grund af den relativt svage sonar D'Estienne d'Orves-klassen var udrustet med. Skibene kan også benyttes til eskortetjeneste langt fra land (især i støtteoperationer til FOST). Klassen er bygget på et simpelt og robust design og er udstyret med et økonomisk og nemt vedligeholdt fremdrivningssystem samt et relativt kraftigt våbensystem for et skib sin størrelse. Skibenes nuværende opgaver består af suverænitetshåndhævelse, politimæssige opgaver såsom bekæmpelse af smugling, fiskerikontrol og søredning. Skibene er desuden berygtede for deres bevægelser i vandet i hårdt vejr, på grund af skibets lange og slange konstruktion.
Frankrig har bygget 20 enheder af denne klasse hvoraf 3 var med henblik på eksport. De franske enheder blev navngivet efter franske søhelte under 2. verdenskrig. Otte af disse enheder er siden blevet udfaset af La Royale, hvoraf seks er solgt til den tyrkiske flåde, hvor de er benævnt B-klassen. To enheder blev i 1970'erne bestilt af Sydafrika, men på grund af FN's våbenembargo mod Sydafrika, kunne handlen ikke gennemføres. Armada de la República Argentina købte de to sydafrikanske korvetter i 1978 og bestilte efterfølgende endnu en enhed i 1981. I Argentina er klassen benævnt Drummond-klassen.
De 9 resterende skibe i franske tjeneste skal efter planen have afmonteret deres tunge våben og omklassificeres som inspektionsskibe, hvorefter de skal erstatte patruljefartøjerne af P400-klassen.

## Skibe i klassen
| Pnt.                | Navn                             | Kølen lagt        | Søsat             | Indgået            | Skæbne                                               | Kaldesignal |
| ------------------- | -------------------------------- | ----------------- | ----------------- | ------------------ | ---------------------------------------------------- | ----------- |
| F781                | D'Estienne d'Orves               | 1. september 1972 | 1. juni 1973      | 10. september 1976 | Udgået i 1999, overført til Tyrkiet som TCG Beykoz   | FAZB        |
| F782                | Amyot d'Inville                  | -                 | 30. november 1974 | -                  | Udgået i 1999, overført til Tyrkiet som TCG Bartin   | FAOB        |
| F783                | Drogou                           | -                 | 7. august 1976    | -                  | Udgået i 2000, overført til Tyrkiet som TCG Bodrun   | FACU        |
| F784                | Détroyat                         | -                 | 1977              | -                  | Udgået i 1997                                        | -           |
| F785                | Jean Moulin                      | -                 | 1977              | -                  | Udgået i 1999                                        | FAMN        |
| F786                | Quartier-Maître Anquetil         | -                 | 1978              | -                  | Udgået i 2000, overført til Tyrkiet som TCG Badirma  | FAQL        |
| F787                | Commandant de Pimodan            | -                 | 1978              | -                  | Udgået i 2000, overført til Tyrkiet som TCG Bozcaada | FAPI        |
| F788                | Second-Maître Le Bihan           | -                 | 1979              | -                  | Udgået i 2002, overført til Tyrkiet som TCG Bafra    | -           |
| F789                | Lieutenant de vaisseau Le Hénaff | -                 | 1980              | -                  | -                                                    | FALF        |
| F790                | Lieutenant de vaisseau Lavallée  | -                 | 1980              | -                  | -                                                    | FAVL        |
| F791                | Commandant L'Herminier           | -                 | 1986              | -                  | -                                                    | FAHR        |
| F792                | Premier-Maître L'Her             | -                 | 1981              | -                  | -                                                    | FAPM        |
| F793                | Commandant Blaison               | -                 | 1982              | -                  | -                                                    | FABL        |
| F794                | Enseigne de vaisseau Jacoubet    | -                 | 1982              | -                  | -                                                    | FAJC        |
| F795                | Commandant Ducuing               | -                 | 1983              | -                  | -                                                    | FADC        |
| F796                | Commandant Birot                 | -                 | 1984              | -                  | -                                                    | FACB        |
| F797                | Commandant Bouan                 | -                 | 1984              | -                  | -                                                    | FABO        |
| Argentinske enheder |                                  |                   |                   |                    |                                                      |             |
| P31                 | Drummond (ex. Good Hope)         | -                 | -                 | -                  | -                                                    | -           |
| P32                 | Guerrico (ex. Transvaal)         | -                 | -                 | -                  | -                                                    | -           |
| P33                 | Granville                        | -                 | -                 | -                  | -                                                    | -           |

## Trivia
Under den argentinske invasion af South Georgia d. 3. april 1982 blev ARA Guerrico beskadiget af dysekanoner (en slags bazookaer) affyret af britiske marineinfanterister. 100 mm-kanonen og Exocet-ramper blev sat ud af spillet.

## Eksterne links
- Wikimedia Commons har flere filer relateret til D'Estienne d'Orves-klassen
- globalsecurity.org (engelsk)
- p530-daphne.dk (engelsk)